# Grupo Desportivo Areosense
O Grupo Desportivo Areosense é um clube multidesportivo sediado na freguesia de Areosa, em Viana do Castelo, Portugal. Em 1984, a paixão por Areosa e pelo futebol incitou Ilídio Cunha a fundar o Grupo Desportivo Areosense, com o intuito de levar o nome de Areosa aos vários cantos de Viana do Castelo. A sagacidade de um dos homens mais influentes da sociedade Vianense, catapultou rapidamente o clube para uma posição de destaque no futebol distrital.
Mas a ambição de Ilídio Cunha e de todos que o acompanhavam nesta aventura, não se ficou pelo futebol. Ao longo dos anos foram sendo implementadas outras modalidades na vida do clube, tais como atletismo, xadrez, basquetebol, ciclismo, andebol e pesca. Os títulos foram chegando, tanto em contexto de formação como em desporto sénior, sendo recordada com especial orgulho a Taça Disciplina recebida pela equipa de Juniores em futebol na época 1993/1994. Numa altura em que o futebol era especialmente físico, em que o vigor era a principal arma dos campeonatos distritais, os valores que o clube sempre preconizou ficaram patentes nesta atribuição. Humildade, lealdade, respeito, espírito de sacrifício e união, são os pilares que pautam a atuação do clube.
Estádio
O estádio do clube denomina-se Campo de Jogos Ilídio Cunha, em homenagem ao seu fundador, localizando-se junto ao mar. Está prevista a construção de um novo estádio, com o apoio da Câmara Municipal de Viana do Castelo e Junta de Freguesia de Areosa, perspetivando-se a sua inauguração para o ano de 2022.
Atualidade
A profunda crise financeira que assolou o futebol distrital, levou ao término da equipa sénior e posteriormente a um interregno de toda atividade do clube, tendo regressado ao ativo no início do milénio.
Atualmente o clube aposta na modalidade de futebol e de ginástica. Em futebol apresenta 4 equipas de formação, nos escalões de traquinas, benjamins, infantis e iniciados, contando com mais de 50 atletas, sendo que o bom trabalho tem sido reconhecido e é constante o incremento de jovens que chegam à instituição. Não é coincidência que os escalões sejam os mais prematuros, sendo intenção do clube formar desde a base, permitindo o crescimento dos atletas dentro do clube, desde os primeiros passos no futebol até ao início da transição para futebol sénior. É desejo do clube aumentar o número de escalões já na próxima época, sendo certa a criação de Juvenis em 2020/2021, dando continuidade aos atletas que serão promovidos do escalão de iniciados.  Na modalidade da ginástica representam o clube perto de 20 atletas, adultas, praticando em instalações cedidas pelo Centro Paroquial de Areosa.
Com uma nova direção eleita em dezembro de 2018, presidida por Francisco Rego, o clube pretende voltar a contar com mais modalidades, ajustando-se aos gostos mais diversificados dos jovens e honrando o ecletismo que marcam a história do clube, fazendo parte de um planeado e sustentado crescimento.
Sócios
O Grupo Desportivo Areosense tem 600 sócios, e o constante crescimento da freguesia de Areosa criam a expetativa de que o número se exponenciará.
Símbolo e Cores
O emblema é composto por uma gaivota em referência ao mar e às praias de Areosa, e duas espigas em alusão aos campos de milho presentes na veiga.

O vermelho é a cor predominante do clube, em honra à cor de destaque no Brasão de Areosa ,com presença do branco, , num cruzar de cores, que recordam o traje de lavradeira, tão tradicional em Viana e também particularmente em Areosa, indo de acordo à ideia de um Clube de todos e para todos os Areosenses.